# Ранкиль
Ранкиль (исп. Ránquil) — коммуна в Чили. Административный центр коммуны — посёлок Ньипас. Население — 1337 человек (2002). Посёлок и коммуна входит в состав провинции Итата и области Ньюбле.
Территория коммуны — 248,3 км². Численность населения — 5213 жителей (2007). Плотность населения — 20,99 чел./км².

## Расположение
Посёлок Ньипас расположен в 40 км западнее административного центра области — города Чильян.
Коммуна граничит:
- на северо-востоке — с коммуной Портесуэло
- на востоке — с коммуной Чильян
- на юго-востоке — с коммуной Кильон
- на юго-западе — с коммуной Флорида
- на западе — с коммуной Томе

## Демография
Согласно сведениям, собранным в ходе переписи Национальным институтом статистики,  население коммуны составляет 5213 человек, из которых 2616 мужчин и 2597 женщин.
Население коммуны составляет 0,26 % от общей численности населения области Био-Био. 78,74 %  относится к сельскому населению и 21,26 % — городское население.